# David McNeill
Glenn David McNeill (Califórnia, 1933)  é um psicolinguista estadunidense especializado  na relação entre com a linguagem e o pensamento através do estudo dos gestos, em especial os que sincronizam com a fala.
Um de seus principais argumentos é que existe uma combinação entre dimensão imagética e o aspecto categórico da gramática. Estes dois polos se unem em um todo dialético, que ele chama de growth point ("ponto de crescimento" ou "ponto de geminação").
O ponto de crescimento é inferido da sincronia entre gesticulação e fala como um estágio do processamento psicológico que se desdobra na execução de um enunciado, de um lado, em uma sentença gramatical na fala e, de outro, no conteúdo imagético que os gestos orquestram. Ambos os polos, gesto e fala, se combinam numa totalidade significante.
Sua pesquisa utilizou sistematicamente dados elicitados através de estímulo com um desenho animado. Este desenho serviu como conceito comparativo e foi aplicado para ser traduzido em diversas línguas (inglês, japonês, chinês, coreano, georgiano, suaíli, turkana e outras línguas europeias), por falantes não nativos em diferentes estágios de aprendizagem de e com falantes com diferentes défices neurológicos  (como afásicos - hemisfério direito danificado - e com cérebro dividido).
Sua hipótese é que o motivo pelo qual gesticulamos se deve ao fato de o gesticuleio orquestrar a fala (McNeill 2016).

## Vida e carreira
David McNeill é professor no departamento de psicologia da  Universidade de Chicago, Illinois . Obteve seu doutorado em psicologia na Universidade da Califórnia em Berkeley, no no de 1962.

### Educação
O "ponto de crescimento" (growth point ou GP, também traduzido par ao português como "ponto de geminação") é uma unidade mínima da unificação entre os gestos e a fala. É um conjunto imagético que forma uma totalidade.
O GP pode ser depreendido de uma sentença acompanhada de gesto que exprimem uma ideia fechada. Um ponto de crescimento designa o enunciado em seu estágio psicológico inicial. Por meio de gestos, pode-se observar o resultado do ponto de crescimento organizado em um enunciado superficial, que é emitido e, assim adiciona uma nova ideia ao discurso.
Para McNeill, os gestos são o efeito  do pensamento em ação quando alguém fala (ou, McNeill diria, própria a realidade do pensamento em ato). O gesticuleio é um componente integral da fala, não meramente um "acompanhamento", "ornamento" ou "acréscimo". Muito menos os gestos apareceria onde as palavras faltam. Evidências sólidas embasam essa ideia, mas algo quase explícito à observação como os gestos nem sempre foram reconhecidos como um estrutura basilar da linguagem humana.

## Publicações
- McNeill, David (1970). The Acquisition of Language: The Study of Developmental Psycholinguistics. New York, USA: Harper & Row. ISBN 0-06-044379-0
- McNeill, David (outubro de 1979). The Conceptual Basis of Language. New Jersey, USA: Erlbaum / John Wiley & Sons Inc. ISBN 0-470-26663-5
- McNeill, David (fevereiro de 1987). Psycholinguistics: A New Approach. New York, USA; United Kingdom: Harper & Row / HarperCollins College Div. ISBN 0-06-044387-1.
- McNeill, David (15 de janeiro de 1996). Hand and Mind: What Gestures Reveal about Thought. Chicago, Illinois, USA: University of Chicago Press. ISBN 0-226-56134-8
- McNeill, David (8 de novembro de 2005). Gesture and Thought. Chicago, Illinois, USA: University of Chicago Press. ISBN 0-226-51462-5
- McNeill, David (30 de agosto de 2012). How Language Began: Gesture and Speech in Human Evolution. New York, USA; United Kingdom: Cambridge University Press. ISBN 978-1-107-60549-7
- McNeill, David (7 de março de 2016). Why We Gesture: The Surprising Role of Hand Movements in Communication. New York, USA; United Kingdom: Cambridge University Press. ISBN 978-1-107-13718-9